# Seznam egyptských bohů
Seznam egyptských bohů uvádí abecedně uspořádaný přehled bohů, uctívaných ve starověkém Egyptě.

## A
- Ah (koptsky Joh)
- Aken
- Aker
- Amentet
- Amenre
- Amemait
- Amenhotep, syn Hapuův
- Am-heh
- Amon
- Amunet
- Anat
- Anhur
- Anuket (řecky Anúkis)
- Anup (řecky Anubis)
- Apet
- Apis, viz Hapi (býk)
- Apop (řecky Apophis)
- Ash
- Aštoret (řecky Astarté)
- Aton
- Atum
- Anubis

## B
- Banebdžet
- Bat
- Bastet
- Bau z Pe a Nechenu
- Behdetej
- Benu
- Bes

## C
- Cenenet

## D
- Dua (A)
- Dua (B)
- Devatero
- Duamutef
- Dunanuej

## E
- Eset (řecky Isis)

## F
- Fetektej

## G
- Geb
- Gerh

## H
- Ha
- Heh
- Hapi (bůh záplav)
- Hapi (syn Hora)
- Harachtej
- Haremachet
- Hathor
- Hatmehet
- Hededet
- Hedžhotep
- Heka
- Heket
- Hemen
- Hemsut
- Herišef
- Hopej
- Hor (latinsky Horus, řecky Harendotés a Harmachis)
- Huh

## Ch
- Chentiamenti (starší forma: Chontiamenti)
- Cheprer
- Chnum (řecky Chnúmis, alternativní forma: Chnumev)
- Chons (alternativní forma: Chonsev)

## I, J
- Ihej (alternativní forma: Ihi)
- Imhotep
- Imset
- Inmutef
- Isis, viz Eset
- Inheret
- Isdes
- Jah
- Jat

## K
- Kadeš
- Kamutef
- Kebehsenuf
- Kebhut
- Kematef
- Kuk

## M
- Maat (anglická transkripce: Mayet)
- Mahes
- Mandulis
- Medžed
- Mefdet
- Mehen
- Mehet
- Mehetveret
- Menhit
- Menket
- Merseger
- Mert
- Mešent
- Min
- Moncu
- Mut

## N
- Nebthet (řecky Nephthys)
- Nefertum
- Nechbet
- Neit (řecky Nít)
- Neper
- Niau
- Nil (bůh)
- Nun
- Nut

## O
- Onhuret (řecky Onúris)
- Osiris, viz Usir
- Osmero

## P
- Pachet
- Pataikos
- Ptah

## R
- Re
- Renenutet
- Rešef
- Rutej

## S
- Sah
- Sachmet (řecky Sachmis, alternativní forma: Sechmet)
- Satet
- Selket (starší forma: Serket)
- Sep
- Serapis
- Seret
- Sešet
- Sia
- Sobek (řecky Súchós)
- Sokar
- Sopd
- Sopdet (řecky Sothis)
- Sopdu
- Sutech (řecky Seth)
- Synové Horovi

## Š
- Šaj
- Šed
- Šesmu
- Šov (starší čtení: Šu)

## T
- Tait
- Tatenen
- Tefnut
- Tenemu
- Tenenet
- Thovt (řecky Thot(h))
- Tveret
- Tueret

## U, V
- Usir (řecky Osiris)
- Vedžo
- Vadžet
- Veneg
- Venvet
- Vepvovet
- Verethekau
- Vosret